# En vivo: En la cárcel de Santa Martha
En vivo: En la Cárcel de Santa Martha es el primer álbum en vivo de la banda de rock El Tri lanzado al mercado por Warner Music Group en 1989.
Este álbum fue grabado durante un concierto que realizó la banda en la cárcel de Santa Martha Acatitla, en el Distrito Federal, México.

## Lista de canciones
Todas las canciones fueron escritas por Álex Lora, a excepción de donde se indique lo contrario.

| Side one |                                                  |                     |          |  |
| N.º      | Título                                           | Escritor(es)        | Duración |  |
| 1.       | «Caseta de cobro - a. Introducción - b. Diálogo» |                     | 6:02     |  |
| 2.       | «Presta»                                         |                     | 3:34     |  |
| 3.       | «Cuando estoy con mis cuates»                    |                     | 4:14     |  |
| 4.       | «Apriétame»                                      |                     | 6:00     |  |
| 5.       | «Mente rockera - a. Diálogo»                     |                     | 6:45     |  |
| 6.       | «Pobres de los niños - a. Diálogo»               |                     | 3:45     |  |
| 7.       | «A.D.O. - a. Diálogo»                            |                     | 6:36     |  |
| 8.       | «El niño sin amor»                               |                     | 2:25     |  |
| 9.       | «Otra oportunidad»                               |                     | 3:46     |  |
| 10.      | «Seguro de vida»                                 | Lora / Horacio Reni | 6:02     |  |
| 11.      | «Santa Martha - a. Encore/Diálogo»               |                     | 9:56     |  |
| 12.      | «Triste canción»                                 |                     | 14:23    |  |
| 13.      | «Renuncio - a. Diálogo»                          |                     |          |  |
| 14.      | «Oye cantinero»                                  |                     |          |  |

## Formación
- Álex Lora — voz y guitarra
- Sergio Mancera — guitarra
- Arturo Labastida— saxófon
- Rafael Salgado — armónica
- Rubén Soriano — bajo
- Pedro Martínez — batería